# Aleksander Belov
Aleksander Aleksandrovič Belov (rusko Александр Александрович Белов), ruski košarkar, * 9. november 1951, Leningrad, Sovjetska zveza, † 3. oktober 1978, Leningrad.
Belov je igral za Spartak Leningrad, s katerim je osvojil naslov sovjetskega državnega prvaka leta 1975 ter se uvrstil v finale Pokala Saporta v letih 1971, 1973 in 1975, v zadnjih dveh finalih je zmagal in s klubom tudi osvojil Pokal Saporta. 
Za sovjetsko reprezentanco je osvojil naslov olimpijskega prvaka na Poletnih olimpijskih igrah 1972 v Münchnu in bronasto olimpijsko medaljo leta 1976 v Montrealu, naslov svetovnega prvaka na Svetovnem prvenstvu 1974 v Portoriku in bronasto medaljo leta 1970 v Ljubljani ter naslova evropskega prvaka v letih 1969 in 1971, leta 1975 pa naslov podprvaka.
Umrl je leta 1978 star šestindvajset let za redko obliko raka, angiosarkomom. Leta 1991 ga je FIBA imenovala med 50 najboljših košarkarjev vseh časov. Leta 2007 je bil sprejet v Mednarodni košarkarski hram slavnih.